# FFH-Gebiet Gräben der nördlichen Alten Sorge

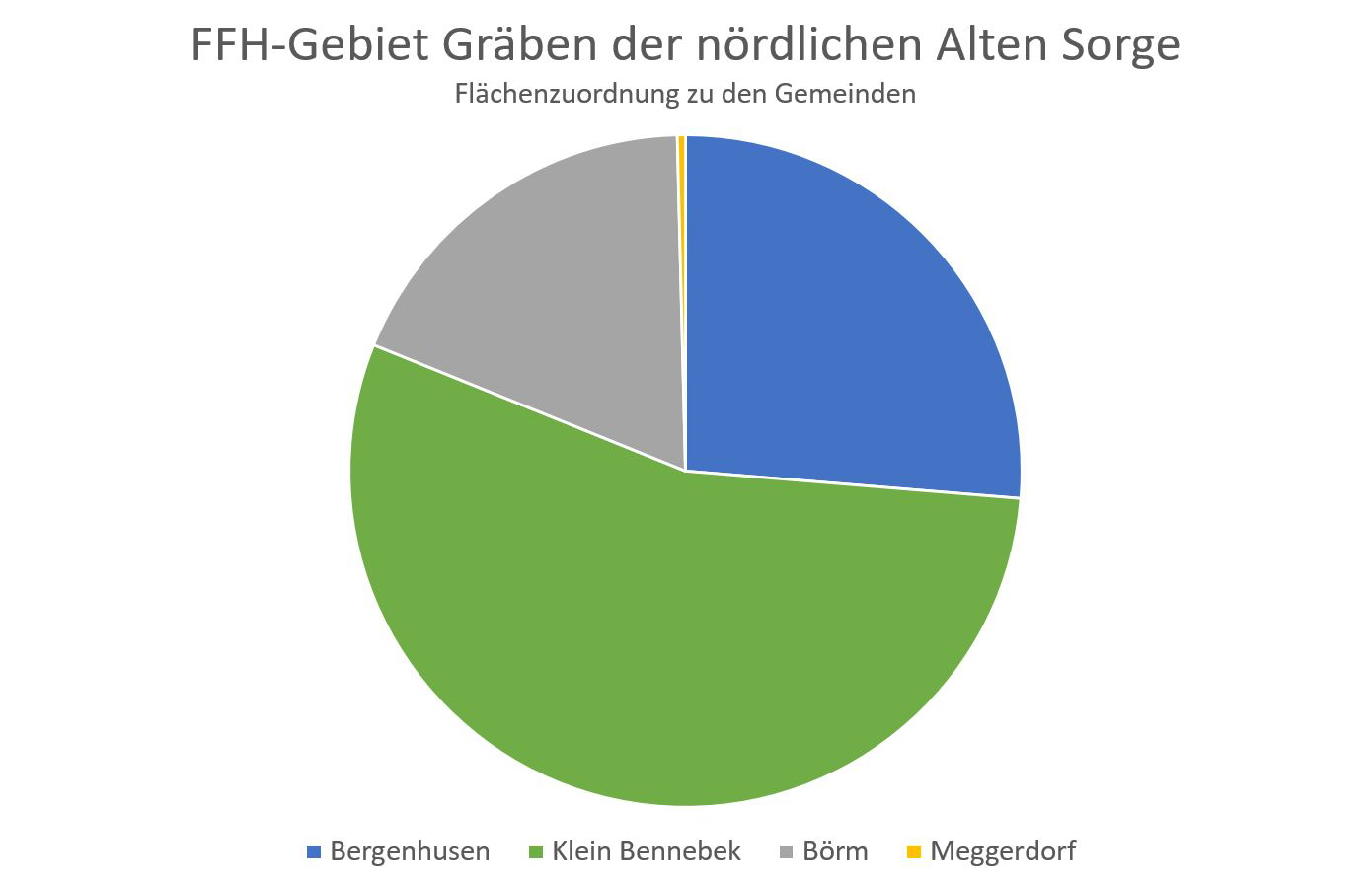
Gemeindezugehörigkeit

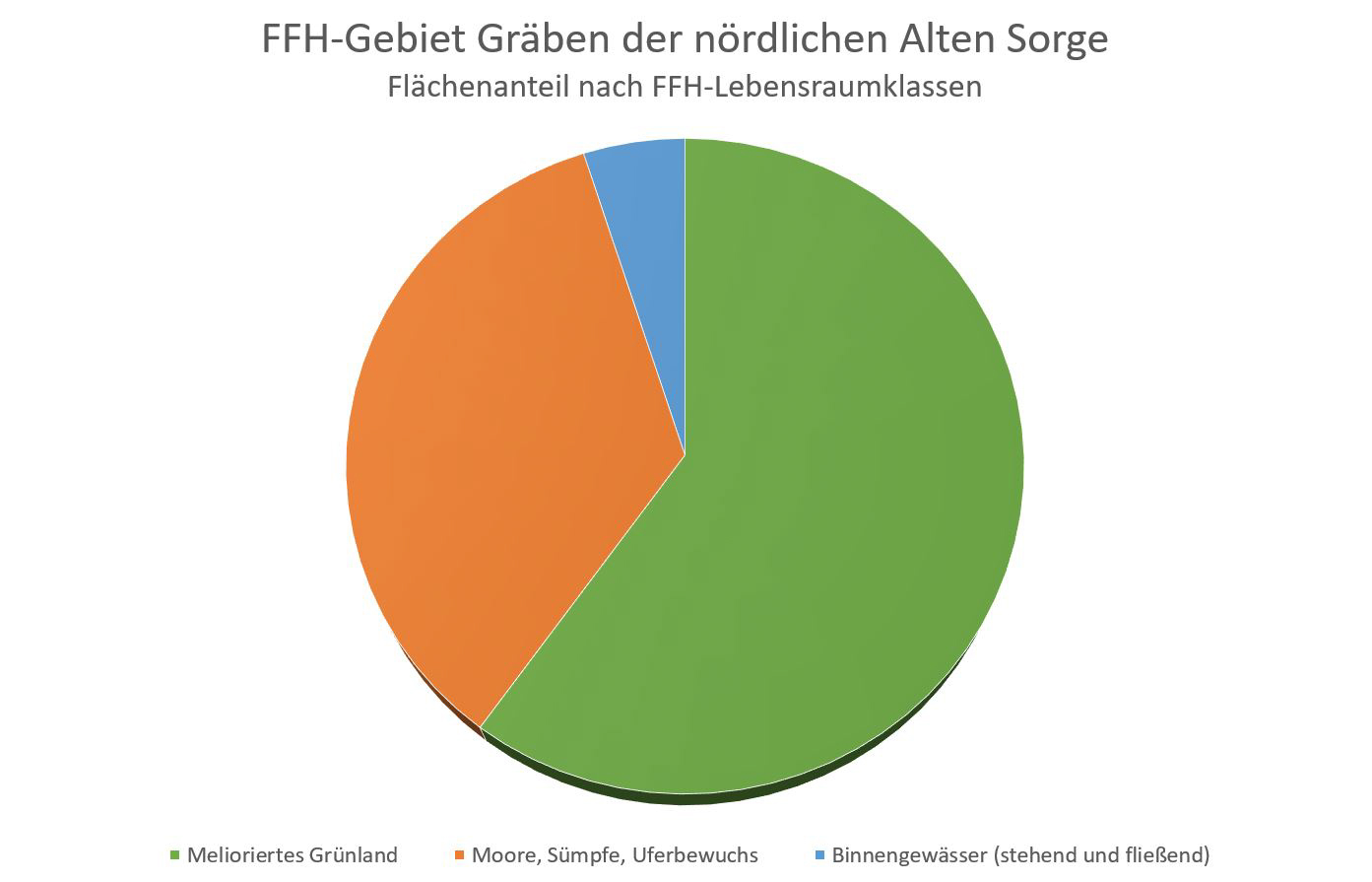
FFH-Lebensraumklasse

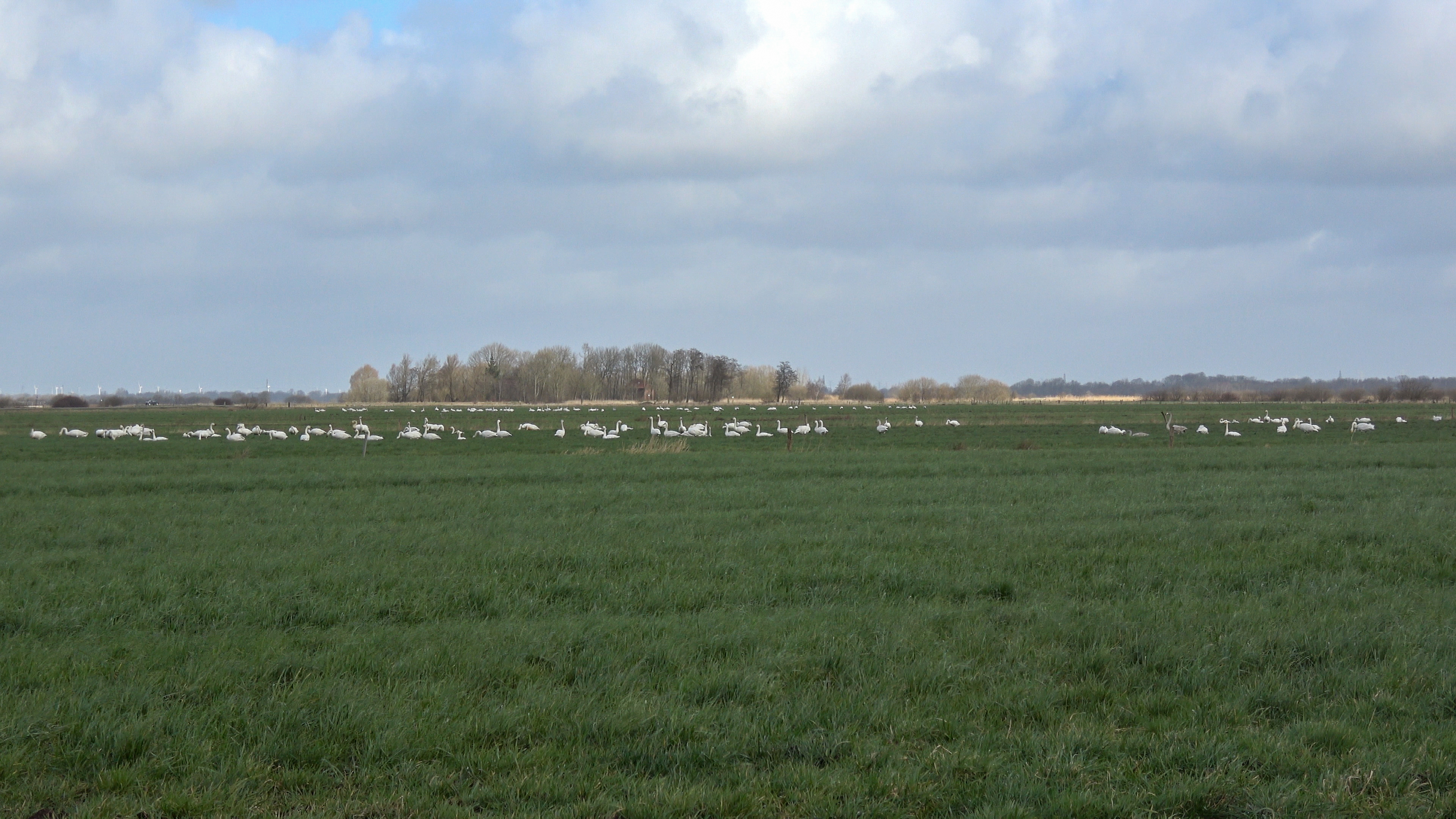
Sing- und Zwergschwäne im FFH-Gebiet

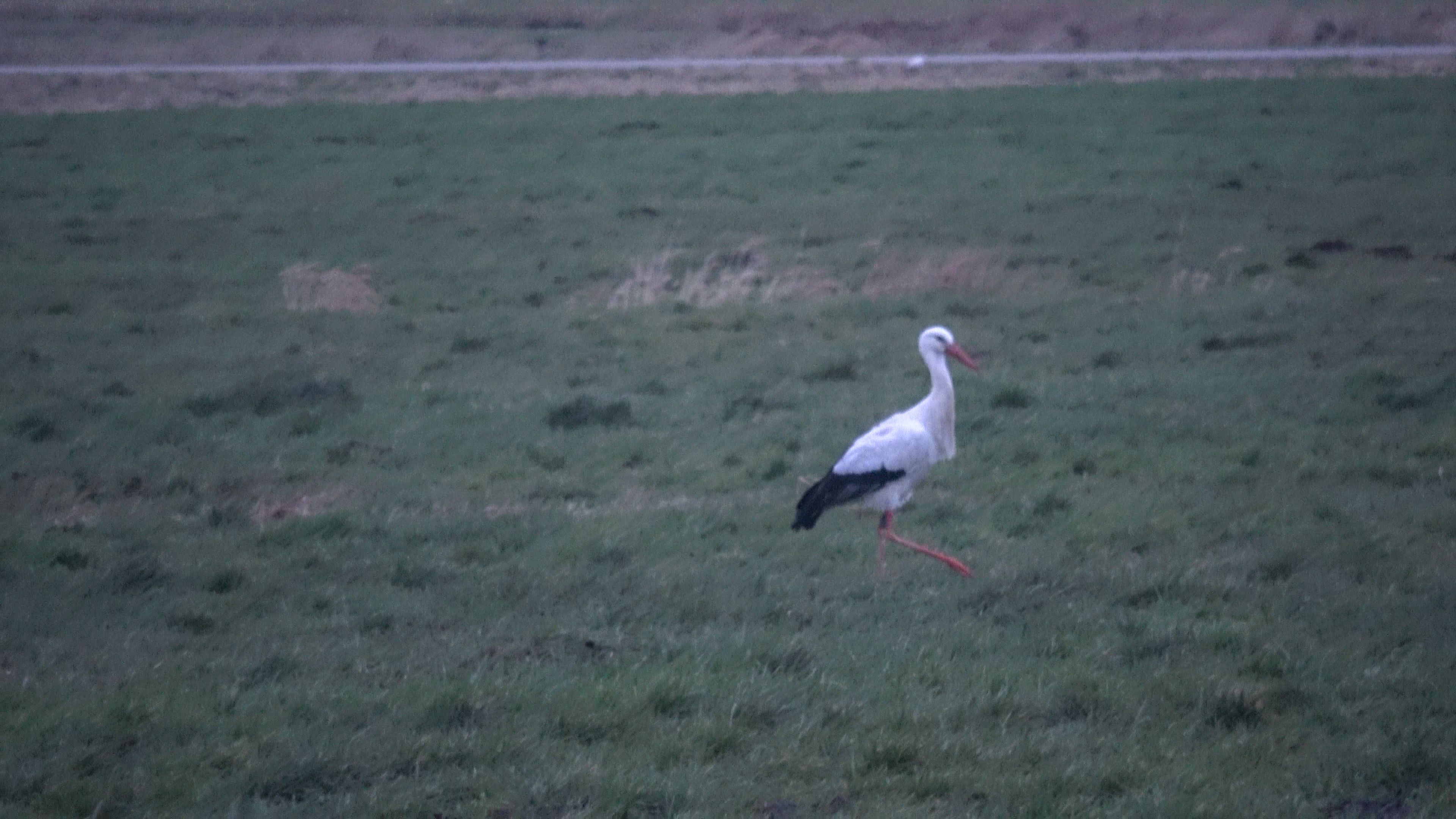
Storch im FFH-Gebiet

Das FFH-Gebiet Gräben der nördlichen Alten Sorge ist ein NATURA 2000 Schutzgebiet in Schleswig-Holstein im Kreis Schleswig-Flensburg in den Gemeinden Bergenhusen, Börm, Meggerdorf und Klein Bennebek. Es ist Teil der Landschaft Eider-Treene-Sorge-Niederung. Seine größte Ausdehnung hat es in westöstlicher Richtung mit 4,1 km. Die höchste Erhebung liegt am Ostrand bei 1 m über NN, der tiefste mit 1 m unter NN bei Fünfmühlen an der Alten Sorge im Westen. Das Gebiet besteht zum überwiegenden Teil aus intensiv genutztem Grünland im Westen und aus einem abgetorften Moorgebiet, dem Reppelmoor, im Osten. Die Wasserflächen sind der Arm der Alten Sorge, eine Vielzahl von Entwässerungsgräben und einige neu angelegte Teiche als Kleinbiotope in einem trockengelegten ehemaligem flachem See westlich der Alten Sorge. Diese Fläche befindet sich im Besitz der Stiftung Naturschutz Schleswig-Holstein und wird kontrolliert wieder vernässt. Die feuchten Wiesen sind im Frühjahr und Herbst ein bedeutendes Rastgebiet für Sing- und Zwergschwäne. Die Störche der „Storchenstadt Bergenhusen“, die in unmittelbarer Nähe des FFH-Gebiets ihre Nester haben, nutzen die ausgedehnten Feuchtgebiete als Nahrungsquelle.

## FFH-Gebietsgeschichte und Naturschutzumgebung
Der NATURA 2000-Standard-Datenbogen für dieses FFH-Gebiet wurde im Juni 2004 vom Landesamt für Landwirtschaft, Umwelt und ländliche Räume (LLUR) des Landes Schleswig-Holstein erstellt, im September 2004 als Gebiet von gemeinschaftlicher Bedeutung (GGB) vorgeschlagen, im November 2007 von der EU als GGB bestätigt und im Januar 2010 national nach § 32 Absatz 2 bis 4 BNatSchG in Verbindung mit § 23 LNatSchG als besonderes Erhaltungsgebiet (BEG) bestätigt. Der Standard-Datenbogen wurde zuletzt im Mai 2017 aktualisiert. Für das Gebiet wurde vom LLUR noch kein Betreuer geschützter Gebiete in Schleswig-Holstein gem. § 20 LNatSchG ernannt. Im Januar 2017 wurde der Managementplan erstellt. Das FFH-Gebiet ist fast Deckungsgleich mit dem Europäischen Vogelschutzgebiet DE-1622-493 Eider-Treene-Sorge-Niederung Teilgebiet Gräben der nördlichen Alten Sorge und grenzt im Süden an das FFH-Gebiet Moore der Eider-Treene-Sorge-Niederung.

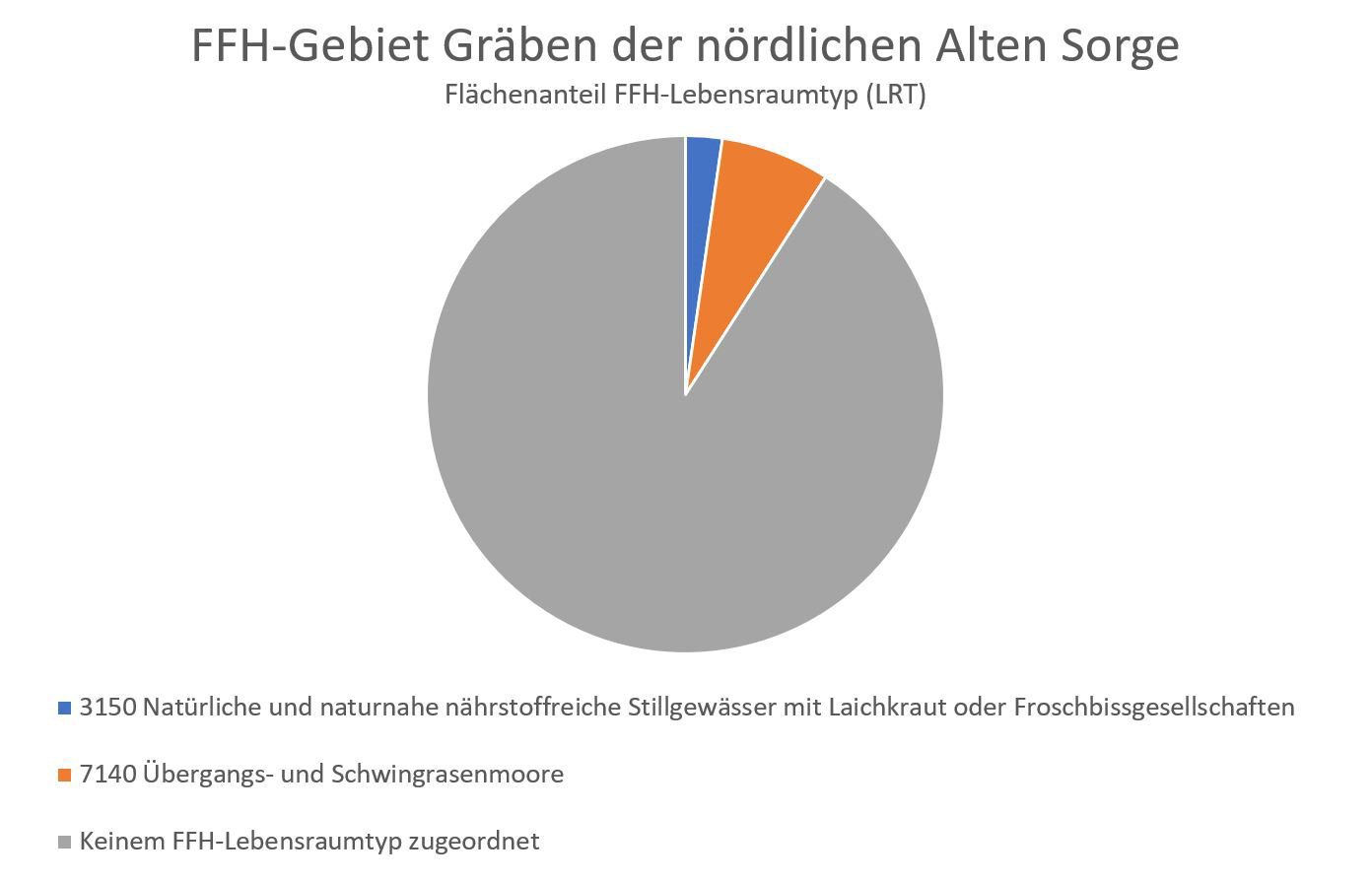
FFH-Lebensraumtyp

## FFH-Erhaltungsgegenstand
Im aktuellen Standard-Datenbogen (Stand Mai 2017) wurden der Umweltbehörde der EU zwei FFH-Lebensraumtypen nach Anhang I der FFH-Richtlinie gemeldet:
- 3150 Natürliche und naturnahe nährstoffreiche Stillgewässer mit Laichkraut oder Froschbiss-Gesellschaften (Gesamtbeurteilung C)[14]
- 7140 Übergangs- und Schwingrasenmoore (Gesamtbeurteilung C)[15]

Darüber hinaus wurden drei Arten gemäß Artikel 4 der Richtlinie 2009/147/EG und Anhang II der Richtlinie 92/43/EWG gemeldet:
- 1149 Steinbeißer (Gesamtbeurteilung C)[17]
- 1355 Fischotter (Gesamtbeurteilung C)[18]
- 1145 Schlammpeitzger (Gesamtbeurteilung C)[19]

## FFH-Erhaltungsziele
Folgende Lebensraumtypen und Arten von besonderer Bedeutung wurden zu Erhaltungszielen erklärt:
- 7140 Übergangs- und Schwingrasenmoore
- 1145 Schlammpeitzger

Folgende Lebensraumtypen und Arten von Bedeutung wurden zu Erhaltungszielen erklärt:
- 3150 Natürliche und naturnahe nährstoffreiche Stillgewässer mit Laichkraut oder Froschbiss-Gesellschaften
- 1149 Steinbeißer
- 1355 Fischotter

Die weitergehenden Entwicklungsziele wurden in einer Karte festgehalten.

## FFH-Analyse und Bewertung
Das Kapitel Analyse und Bewertung beschäftigt sich unter anderem mit der Hydrologie und den aktuellen Gegebenheiten des FFH-Gebietes und soll Defizite aufzeigen, die als Grundlage für die Erarbeitung von geeigneten Erhaltungs-, Wiederherstellungs- und Entwicklungsmaßnahmen dienen. Der Zustand des Reppelmoores kann sich nur von der Gesamtnote C in Richtung B bewegen, wenn das nährstoffarme Regenwasser im Moor gehalten und das Eindringen von nährstoffreichem Oberflächenwasser aus den umliegenden intensiv genutzten landwirtschaftlichen Nutzflächen verhindert wird. Der Schlammpeitzger hat sein Habitat in den vielen Entwässerungsgräben des Grünlandes. Diese müssen für einen stabilen Bestand durchgängig sein und offen gehalten werden. Das ökologische Potenzial und der chemische Zustand des Wasserkörpers Alte Sorge ist nicht ausreichend, um die Forderungen der EU-Wasserrahmenrichtlinie zu erfüllen. Ziel ist es, im Jahre 2027 einen guten Gewässerzustand zu erreichen. Etwa ein Drittel des östlichen Ufers der Alten Sorge mit den zugehörigen Grünlandflächen im FFH-Gebiet ist im Besitz der Stiftung Naturschutz Schleswig-Holstein. Somit kann dort die Gewässerpflege im Sinne der EU-Wasserrahmenrichtlinie durchgeführt werden. Der überwiegende Teil des FFH-Gebietes ist Privatbesitz und kann nur im Rahmen des Verschlechterungsverbotes zu Erhaltungsmaßnahmen verpflichtet werden. Die Population des Fischotters hat sich in ganz Schleswig-Holstein in den letzten Jahren erhöht. Im FFH-Gebiet wird er ebenfalls gelegentlich beobachtet. Der Steinbeißerbestand ist klein, aber stabil.

## FFH-Maßnahmenkatalog
Die Maßnahmen zur Erhaltung, Wiederherstellung oder Entwicklung sind im Managementplan aufgeführt. Für die beiden FFH-Lebensraumtypen wurde zudem ein Maßnahmenblatt für den Flusslauf der Alten Sorge und das Grabensystem und eines für das Reppelmoor erstellt. Die bereits durchgeführten Maßnahmen und die geplanten Erhaltungs- und Entwicklungsmaßnahmen sind jeweils in einer Karte festgehalten.

## FFH-Erfolgskontrolle und Monitoring der Maßnahmen
In Schleswig-Holstein wird alle 6 Jahre stichprobenartig die Umsetzung der Maßnahmen überprüft. Ergebnisse eines Folgemonitorings wurden mit Stand September 2020 noch nicht veröffentlicht.